# Siegfried Fliedner
Siegfried Fliedner (* 5. November 1914 in Charlottenburg; † 16. September 2002 in Bremen) war ein deutscher Kunsthistoriker und Kustos des Focke-Museums in Bremen.

## Biografie
Fliedner war der Sohn eines Oberstudiendirektors. Er wuchs in Berlin und Gütersloh auf und studierte ab 1933 Kunstgeschichte, Archäologie sowie Vor- und Frühgeschichte an der Universität Bonn, der Universität Marburg und der Humboldt-Universität Berlin.  Er promovierte 1939 in Berlin zum Dr. phil. bei Professor Wilhelm Pinder.
Fliedner war nach dem Zweiten Weltkrieg ab 1948 als Kunsthistoriker am Focke-Museum in Bremen tätig, zunächst als wissenschaftlicher Mitarbeiter, dann als Kustos, Oberkustos, Hauptkustos, Leiter der Abteilung Stadtgeschichte und stellvertretender Direktor. In der Anfangszeit wohnte er mit seiner Familie in einer Wohnung des Museums. Die Rückführung der alten Museumsbestände und deren Katalogisierung prägten die ersten Jahre. Hinzu kamen Forschungen zur Geschichte der Stadt Bremen, zu Plastiken und zu Bauten. Die Erforschung alter Schiffe im Rahmen der deutschen Schiffsarchäologie und die von Kirchen in Bremen war eine seiner wichtigen Aufgaben. Er vertrat Bremen 1958 bei der Weltausstellung Expo 58 in Brüssel. In den 1960er Jahren war er maßgeblich beteiligt an der Auffindung, Bergung und Konservierung der Bremer Kogge von um 1380, die 1962 bei Hafenarbeiten in der Weser bei Rablinghausen aus dem Schlick geborgen wurde und zu einem bedeutsamen internationalen Fund gehört.
Ende Dezember 1979 wurde er pensioniert. Zahlreiche Veröffentlichungen zur Baugeschichte des Bremer Doms und den gotischen Kirchen in Bremen sind bekannt. Er gestaltete 1979 die Dom-Ausstellung und den Katalog dazu.
Fliedner war seit Ende der 1950er Jahre Mitglied der Historischen Kommission für Niedersachsen. Er wurde 1978 mit dem Bundesverdienstkreuz ausgezeichnet.

## Werke (Auswahl)
- Zur Baugeschichte des Nordseitenschiffs des Bremer Doms. In: Bremisches Jahrbuch 43, Bremen 1951.
- Baugeschichte der Pfarrkirche St. Stephani zu Bremen. In: Jahrbuch der Bremischen Wissenschaft, Verlag C. Schünemann, Bremen 1955.
- Die alte St. Ansgarii-Kirche zu Bremen. Verlag der St Ansgarii-Gemeinde, Bremen 1957.
- Bildhauer Nikolaus Gerhaert. In: Bulletin des Musées Royaux des Beaux-Arts, 1958.
- mit Werner Kloos: Bremer Kirchen. Verlag B. C. Heye, Bremen 1961.
- mit anderen Autoren: Auswahl aus den Sammlungen des Focke-Museums. In: Bremischer Kulturspiegel, Bremen 1962.
- Welt im Zwielicht. (Zu Holzplastiker Ludwig Münstermann). Stallingverlag, Oldenburg 1962.
- Die Kogge von Bremen. Bremen 1964.
- Dettmann, Gerd In: Bremische Biographie 1912–1962. Hrsg.: Historische Gesellschaft Bremen, Staatsarchiv Bremen. Hauschild, Bremen 1969.
- mit Rosemarie Pohl-Weber: Die Bremer Kogge, 2. Aufl. In: Hefte des Focke-Museums Bremen Nr. 19, Bremen 1968.